# Aceros
Aceros là một chi chim trong họ Bucerotidae.

## Hình ảnh

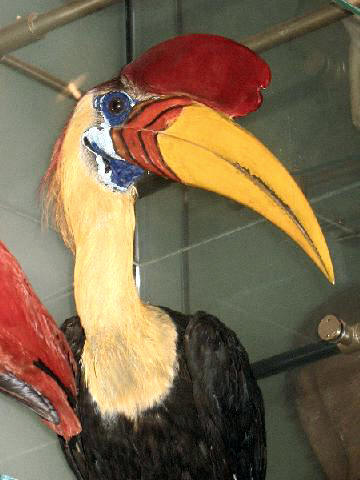
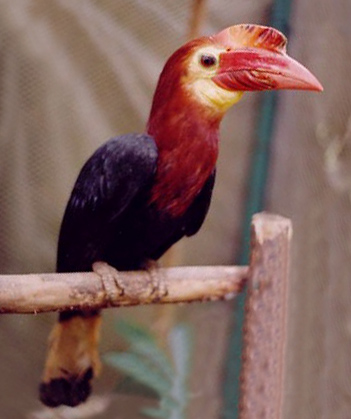
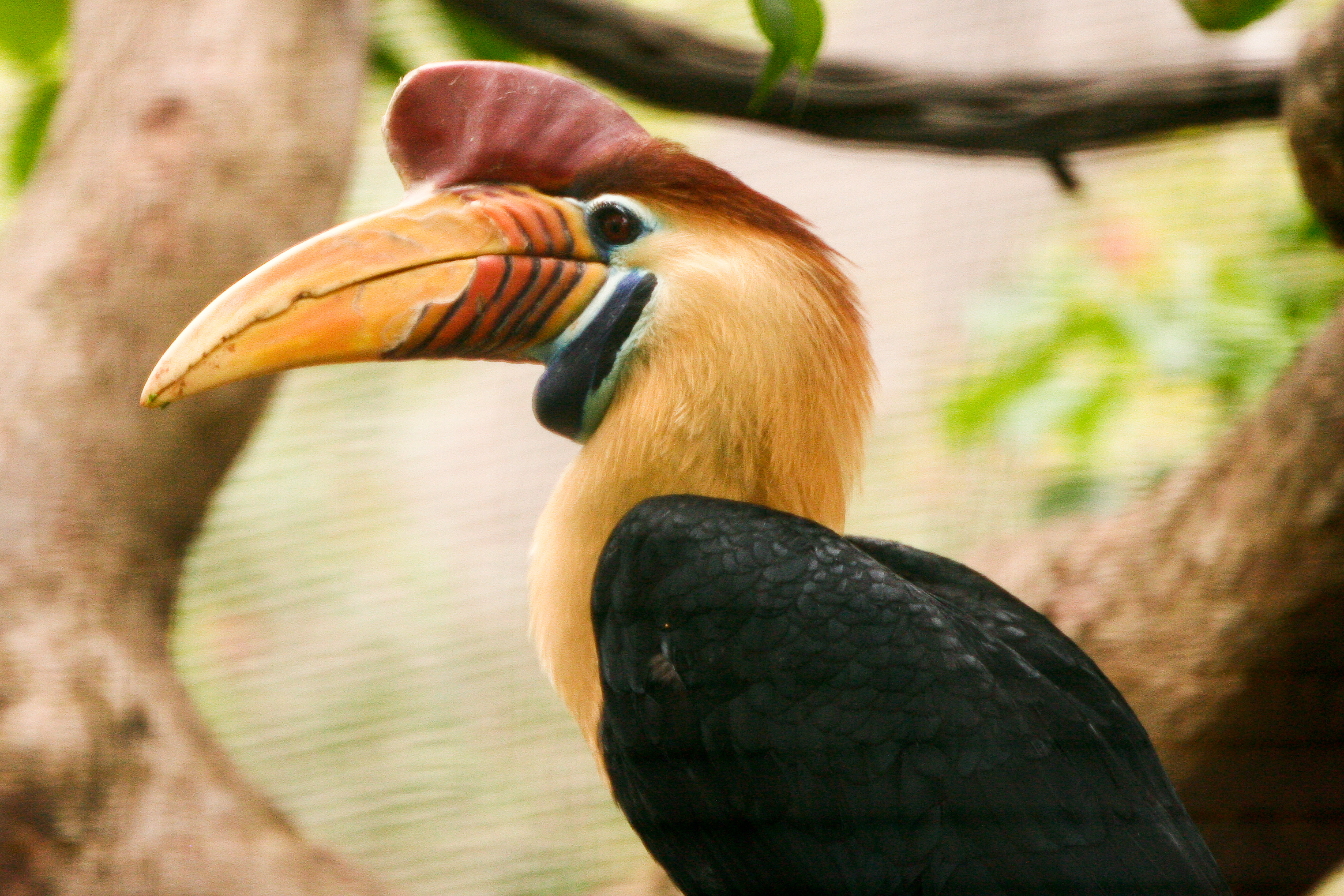
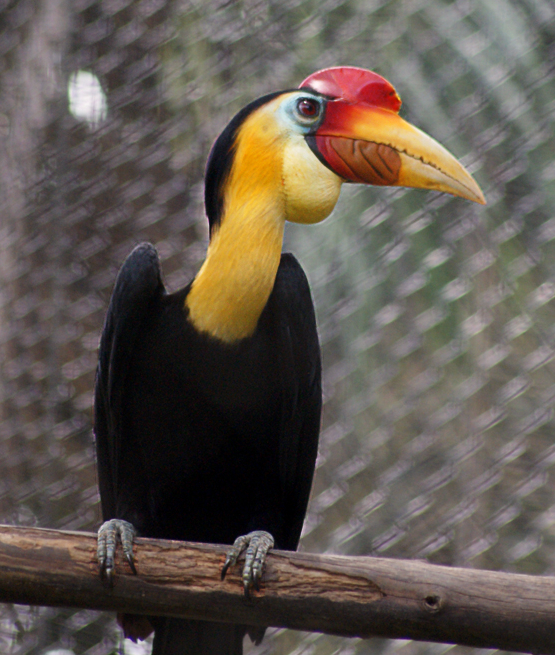
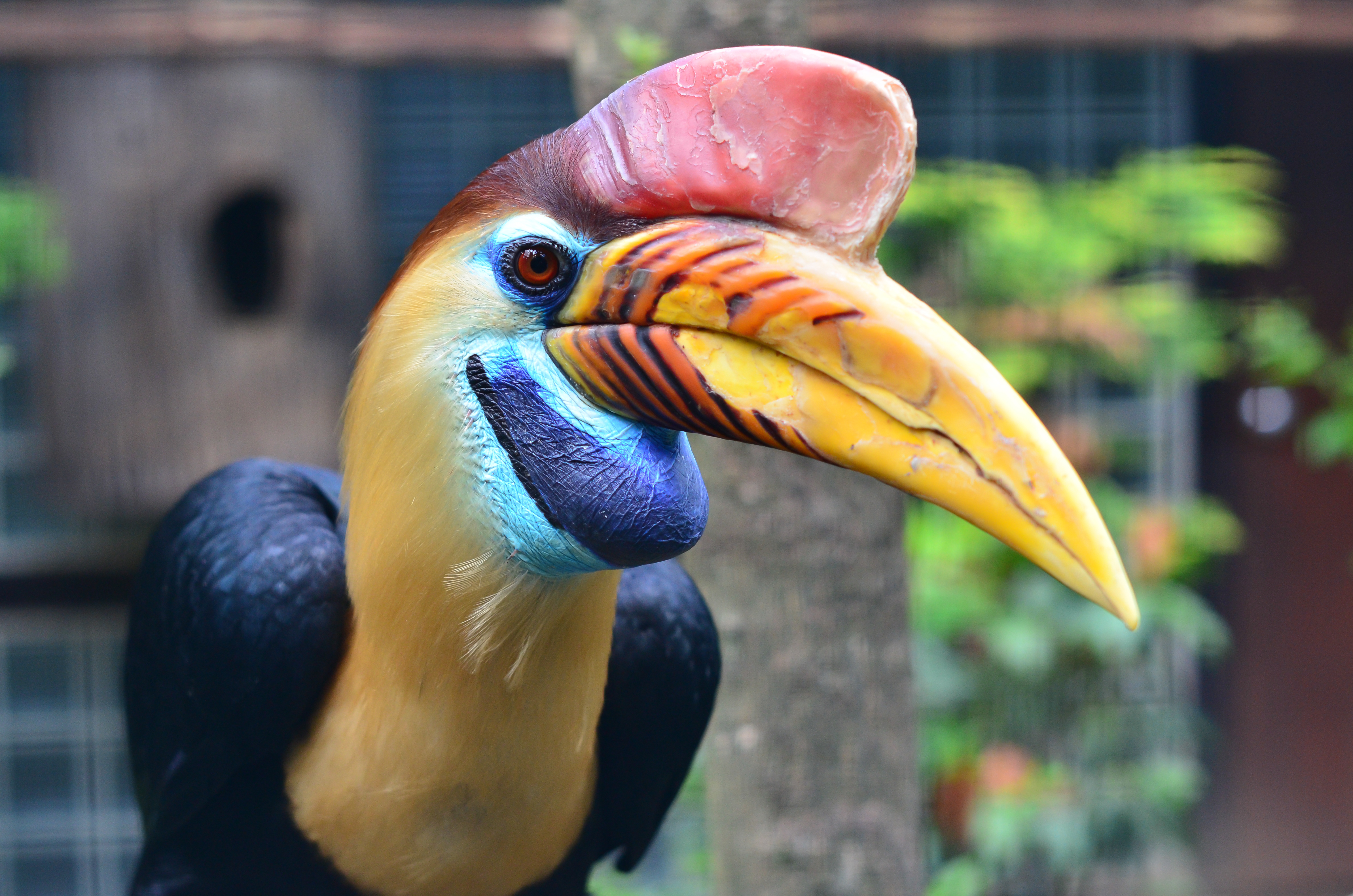
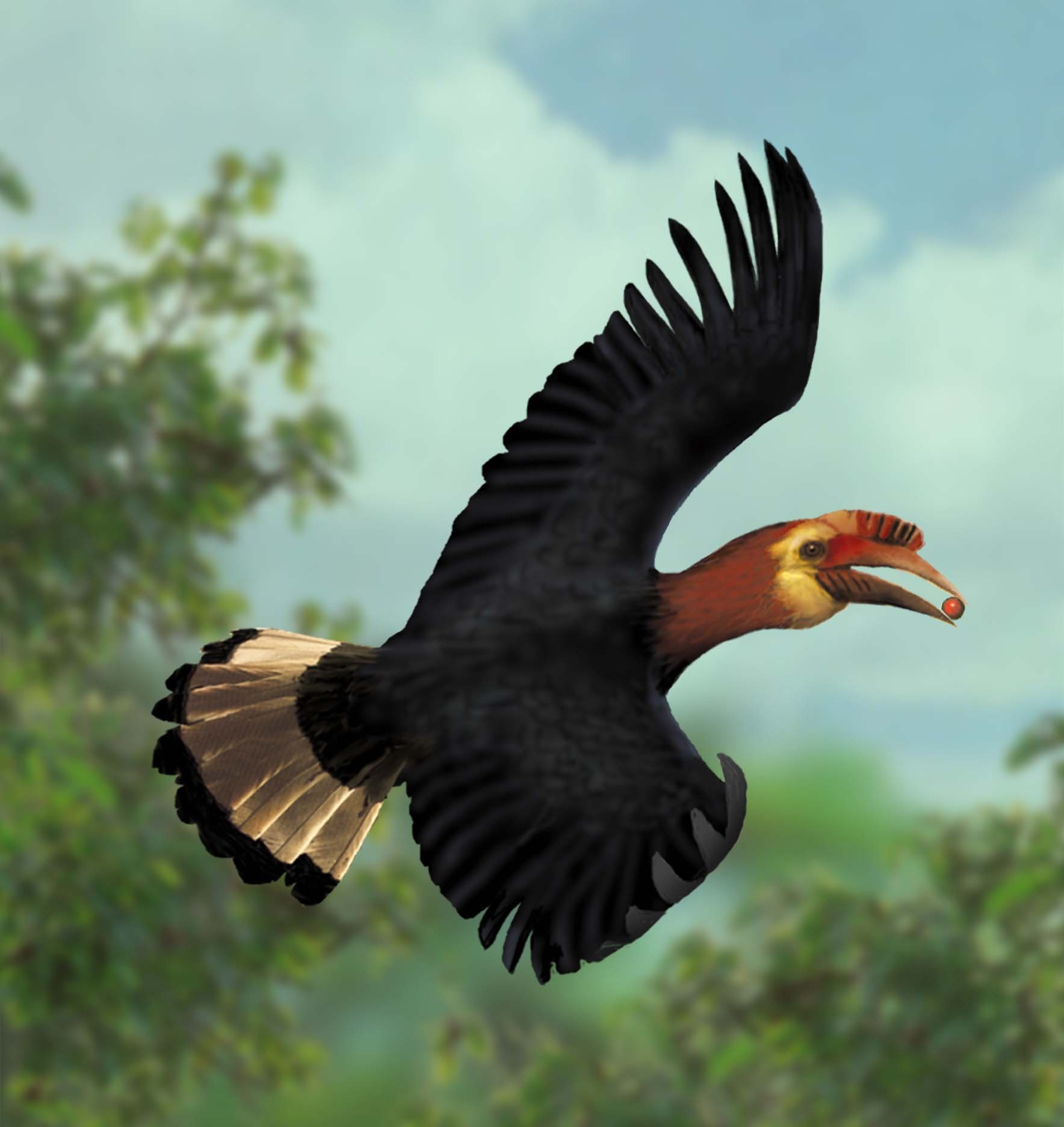

## Các loài
Phân chi Aceros:
- Aceros cassidix
- Aceros corrugatus
- Aceros leucocephalus
- Aceros nipalensis
- Aceros waldeni

Phân chi Rhyticeros:
- Aceros everetti
- Aceros narcondami
- Aceros plicatus
- Aceros subruficollis
- Aceros undulatus